# Đovani Roso
Đovani Roso, wł. Giovanni Rosso (ur. 17 listopada 1972 w Splicie) – chorwacki piłkarz pochodzenia włoskiego grający na pozycji ofensywnego pomocnika. Posiada także obywatelstwo izraelskie.

## Życiorys
Roso urodził się w Splicie, jego rodzice są z pochodzenia Włochami. Zanim rozpoczął profesjonalną karierę, grał w młodzieżowej drużynie Hajduka Split. W pierwszej lidze Chorwacji zadebiutował jednak w innym klubie, w stołecznym NK Zagreb w 1993 roku. W NK Roso spędził 3 sezony i wtedy wyjechał do Izraela. Pierwszym jego klubem był Hapoel Beer Szewa. Po 1 sezonie gry trafił do Hapoelu Hajfa, w którym dał się poznać jako bramkostrzelny pomocnik. Tam z kolei grał w latach 1997–2000. Latem 2000 trafił na 1 sezon do Beitaru Jerozolima, a rok później do Maccabi Hajfa. Na czas gry w Maccabi przypadł jego najlepszy okres w karierze, grał z drużyną w europejskich pucharach, m.in. w Lidze Mistrzów i nadal strzelał dużo bramek, przede wszystkim ze stałych fragmentów gry. Od lipca 2005 Roso jest zawodnikiem innego Maccabi, Maccabi Tel Awiw.
W swojej karierze Roso osiągnął dużo sukcesów z klubami z Izraela. Ma na koncie aż 3 tytuły mistrza Izraela z Maccabi Hajfa (2002, 2004 i 2005) oraz 1 z Hapoelem Hajfa (1998). Zdobył także Puchar Izraela z Hapoelem Beer Sheeva w 1997 roku.
Roso podczas pobytu w Izraelu chciał przyjąć tamtejsze obywatelstwo i zagrać w tamtejszej reprezentacji Izraela. Jednak w 2002 roku dostał powołanie od selekcjonera reprezentacji Chorwacji Otto Baricia i wybrał kraj, w którym się urodził. Obywatelstwo dostał jednak dopiero w 2005 roku i było już za późno na grę w izraelskich barwach. W reprezentacji Chorwacji Roso zadebiutował 20 listopada 2002 roku w wygranym 1:0 meczu z reprezentacją Rumunii, kiedy w 76 minucie zmienił Jasmina Agicia. Z czasem stał się podstawowym zawodnikiem reprezentacji i został powołany do kadry na Euro 2004. Na mistrzostwach wystąpił we wszystkich meczach swojej drużyny, jednak Chorwacja nie wyszła wówczas z grupy. Wraz z odejściem Baricia z reprezentacji, Roso nie był już do niej więcej powoływany. W kadrze chorwackiej wystąpił 19 razy i zdobył 1 bramkę.

## Kariera
| Sezon   | Klub              | Kraj      | Rozgrywki             | Mecze | Bramki |
| ------- | ----------------- | --------- | --------------------- | ----- | ------ |
| 1993/94 | NK Zagreb         | Chorwacja | Prva HNL              | 29    | 4      |
| 1994/95 | NK Zagreb         | Chorwacja | Prva HNL              | 13    | 3      |
| 1995/96 | NK Zagreb         | Chorwacja | Prva HNL              | 22    | 4      |
| 1996/97 | Hapoel Beer Szewa | Izrael    | Ligat ha’Al           | 34    | 0      |
| 1997/98 | Hapoel Hajfa      | Izrael    | Ligat ha’Al           | 25    | 0      |
| 1998/99 | Hapoel Hajfa      | Izrael    | Ligat ha’Al           | 28    | 13     |
| 1999/00 | Hapoel Hajfa      | Izrael    | Ligat ha’Al           | 36    | 8      |
| 2000/01 | Beitar Jerozolima | Izrael    | Ligat ha’Al           | 33    | 6      |
| 2001/02 | Maccabi Hajfa     | Izrael    | Ligat ha’Al           | 30    | 5      |
| 2002/03 | Maccabi Hajfa     | Izrael    | Ligat ha’Al           | 30    | 10     |
| 2003/04 | Maccabi Hajfa     | Izrael    | Ligat ha’Al           | 27    | 6      |
| 2004/05 | Maccabi Hajfa     | Izrael    | Ligat ha’Al           | 11    | 2      |
| 2005/06 | Maccabi Tel Awiw  | Izrael    | Ligat ha’Al           | 22    | 1      |
| 2006/07 | Maccabi Tel Awiw  | Izrael    | Ligat ha’Al           | 30    | 4      |
| 2007/08 | Maccabi Tel Awiw  | Izrael    | Ligat ha’Al           |       |        |
|         |                   |           | Łącznie w Prva HNL    | 64    | 11     |
|         |                   |           | Łącznie w Ligat ha’Al | 306   | 55     |